# Nascar Winston Cup Series 1973
Nascar Winston Cup Series 1973 var den 25:e upplagan av den främsta divisionen av professionell stockcarracing i USA sanktionerad av National Association for Stock Car Auto Racing.
Säsongen bestod av 28 race och inleddes 21 januari på Riverside International Raceway i Kalifornien och avslutades 20 oktober på North Carolina Motor Speedway. Serien vanns av Benny Parsons i en Chevrolet körande för DeWitt Racing. Parsons stod bara som segrare i ett lopp (Volunteer 500) men vann på poäng. Det var hans enda mästerskapsseger. 
Det var ursprungligen 31 lopp i tävlingskalendern. Under säsongen ströks tre lopp av olika orsaker och enbart 28 kördes. Dom lopp som ströks var Miller High Life 500, Northern 300 och Yankee 400

## Tävlingskalender
| Nr | Officiellt namn                | Bana                                                        | Datum        |
| -- | ------------------------------ | ----------------------------------------------------------- | ------------ |
| 1  | Winston Western 500            | Riverside International Raceway, Riverside, Kalifornien     | 21 januari   |
|    | 125 Mile Qualifying Races      | Daytona International Speedway, Daytona Beach, Florida      | 15 februari  |
| 2  | Daytona 500                    | Daytona International Speedway, Daytona Beach, Florida      | 18 februari  |
| 3  | Richmond 500                   | Richmond Fairgrounds Raceway, Richmond, Virginia            | 25 februari  |
| 4  | Carolina 500                   | North Carolina Motor Speedway, Rockingham, North Carolina   | 18 mars      |
| 5  | Southeastern 500               | Bristol International Speedway, Bristol, Tennessee          | 25 mars      |
| 6  | Atlanta 500                    | Atlanta International Raceway, Hampton, Georgia             | 1 april      |
| 7  | Gwyn Staley 400                | North Wilkesboro Speedway, North Wilkesboro, North Carolina | 8 april      |
| 8  | Rebel 500                      | Darlington Raceway, Darlington, South Carolina              | 15 april     |
| 9  | Virginia 500                   | Martinsville Speedway, Ridgeway, Virginia                   | 29 april     |
| 10 | Winston 500                    | Alabama International Motor Speedway, Talladega, Alabama    | 6 maj        |
| 11 | Music City USA 420             | Fairgrounds Speedway, Nashville, Tennessee                  | 12 maj       |
| 12 | World 600                      | Charlotte Motor Speedway, Concord, North Carolina           | 27 maj       |
| 13 | Mason-Dixon 500                | Dover Downs International Speedway, Dover, Delaware         | 3 juni       |
| 14 | Alamo 500                      | Texas World Speedway, College Station, Texas                | 10 juni      |
| 15 | Tuborg 400                     | Riverside International Raceway, Riverside, Kalifornien     | 17 juni      |
| 16 | Motor State 400                | Michigan International Speedway, Brooklyn, Michigan         | 24 juni      |
| 17 | Medal of Honor Firecracker 400 | Daytona International Speedway, Daytona Beach, Florida      | 4 juli       |
| 18 | Volunteer 500                  | Bristol International Speedway, Bristol, Tennessee          | 8 juli       |
| 19 | Dixie 500                      | Atlanta International Raceway, Hampton, Georgia             | 22 juli      |
| 20 | Talladega 500                  | Alabama International Motor Speedway, Talladega, Alabama    | 12 augusti   |
| 21 | Nashville 420                  | Fairgrounds Speedway, Nashville, Tennessee                  | 25 augusti   |
| 22 | Southern 500                   | Darlington Raceway, Darlington, South Carolina              | 3 september  |
| 23 | Capital City 500               | Richmond Fairgrounds Raceway, Richmond, Virginia            | 9 september  |
| 24 | Delaware 500                   | Dover Downs International Speedway, Dover, Delaware         | 16 september |
| 25 | Wilkes 400                     | North Wilkesboro Speedway, North Wilkesboro, North Carolina | 23 september |
| 26 | Old Dominion 500               | Martinsville Speedway, Ridgeway, Virginia                   | 30 september |
| 27 | National 500                   | Charlotte Motor Speedway, Concord, North Carolina           | 7 oktober    |
| 28 | American 500                   | North Carolina Motor Speedway, Rockingham, North Carolina   | 21 oktober   |

## Resultat
| Nr | Tävling                        | Pole position   | Flest ledda varv | Vinnare         | Team/ bilägare          | Konstruktör | Rapport |
| -- | ------------------------------ | --------------- | ---------------- | --------------- | ----------------------- | ----------- | ------- |
| 1  | Winston Western 500            | David Pearson   | Mark Donohue     | Mark Donohue    | Penske Racing South     | AMC         | Rapport |
| KV | 125 Mile Qualifying Race 1     | Buddy Baker     | i.u.             | Buddy Baker     | K&K Insurance Racing    | Dodge       | Rapport |
| KV | 125 Mile Qualifying Race 2     | Pete Hamilton   | i.u.             | Coo Coo Marlin  | Cunningham-Kelley       | Chevrolet   | Rapport |
| 2  | Daytona 500                    | Buddy Baker     | Buddy Baker      | Richard Petty   | Petty Enterprises       | Dodge       | Rapport |
| 3  | Richmond 500                   | Bobby Allison   | Richard Petty    | Richard Petty]  | Petty Enterprises       | Dodge       | Rapport |
| 4  | Carolina 500                   | David Pearson   | David Pearson    | David Pearson   | Wood Brothers Racing    | Mercury     | Rapport |
| 5  | Southeastern 500               | Cale Yarborough | Cale Yarborough  | Cale Yarborough | Howard & Egerton Racing | Chevrolet   | Rapport |
| 6  | Atlanta 500                    | Gordon Johncock | David Pearson    | David Pearson   | Wood Brothers Racing    | Mercury     | Rapport |
| 7  | Gwyn Staley 400                | Bobby Allison   | Richard Petty    | Richard Petty   | Petty Enterprises       | Dodge       | Rapport |
| 8  | Rebel 400                      | David Pearson   | David Pearson    | David Pearson   | Wood Brothers Racing    | Mercury     | Rapport |
| 9  | Virginia 500                   | David Pearson   | Cale Yarborough  | David Pearson   | Wood Brothers Racing    | Mercury     | Rapport |
| 10 | Winston 500                    | Buddy Baker     | David Pearson    | David Pearson   | Wood Brothers Racing    | Mercury     | Rapport |
| 11 | Music City USA 420             | Cale Yarborough | Cale Yarborough  | Cale Yarborough | Howard & Egerton Racing | Chevrolet   | Rapport |
| 12 | World 600                      | Buddy Baker     | Buddy Baker      | Buddy Baker     | K&K Insurance Racing    | Dodge       | Rapport |
| 13 | Mason-Dixon 500                | David Pearson   | David Pearson    | David Pearson   | Wood Brothers Racing    | Mercury     | Rapport |
| 14 | Alamo 500                      | Buddy Baker     | Buddy Baker      | Richard Petty   | Petty Enterprises       | Dodge       | Rapport |
| 15 | Tuborg 400                     | Richard Petty   | Bobby Allison    | Bobby Allison   | Bobby Allison           | Chevrolet   | Rapport |
| 16 | Motor State 400                | Buddy Baker     | Buddy Baker      | David Pearson   | Wood Brothers Racing    | Mercury     | Rapport |
| 17 | Medal of Honor Firecracker 400 | Bobby Allison   | David Pearson    | David Pearson   | Wood Brothers Racing    | Mercury     | Rapport |
| 18 | Volunteer 500                  | Cale Yarborough | Benny Parsons    | Benny Parsons   | DeWitt Racing           | Chevrolet   | Rapport |
| 19 | Dixie 500                      | Richard Petty   | David Pearson    | David Pearson   | Wood Brothers Racing    | Mercury     | Rapport |
| 20 | Talladega 500                  | Bobby Allison   | David Pearson    | Dick Brooks     | J.H. Crawford           | Plymouth    | Rapport |
| 21 | Nashville 420                  | Cale Yarborough | Cale Yarborough  | Buddy Baker     | K&K Insurance Racing    | Dodge       | Rapport |
| 22 | Southern 500                   | David Pearson   | Cale Yarborough  | Cale Yarborough | Howard & Egerton Racing | Chevrolet   | Rapport |
| 23 | Capital City 500               | Bobby Allison   | Richard Petty    | Richard Petty   | Petty Enterprises       | Dodge       | Rapport |
| 24 | Delaware 500                   | David Pearson   | David Pearson    | David Pearson   | Wood Brothers Racing    | Mercury     | Rapport |
| 25 | Wilkes 400                     | Bobby Allison   | Richard Petty    | Bobby Allison   | Bobby Allison           | Chevrolet   | Rapport |
| 26 | Old Dominion 500               | Cale Yarborough | Cale Yarborough  | Richard Petty   | Petty Enterprises       | Dodge       | Rapport |
| 27 | National 500                   | David Pearson   | Cale Yarborough  | Cale Yarborough | Howard & Egerton Racing | Chevrolet   | Rapport |
| 28 | American 500                   | Richard Petty   | David Pearson    | David Pearson   | Wood Brothers Racing    | Mercury     | Rapport |

## Slutställning
| Plats   | Förare            | Starter | Vinster | Top 5 | Top 10 | Pole | Varv | Prispengar | Poäng   | +\-   |
| ------- | ----------------- | ------- | ------- | ----- | ------ | ---- | ---- | ---------- | ------- | ----- |
| 1       | Benny Parsons     | 28      | 1       | 15    | 21     | 0    | 374  | $182 321   | 7173,8  |       |
| 2       | Cale Yarborough   | 28      | 4       | 16    | 19     | 5    | 3167 | $267 513   | 7106,65 | –67   |
| 3       | Cecil Gordon      | 28      | 0       | 8     | 18     | 0    | 5    | $102 120   | 7046,8  | –127  |
| 4       | James Hylton      | 28      | 0       | 1     | 11     | 0    | 1    | $82 512    | 6972,75 | –201  |
| 5       | Richard Petty     | 28      | 6       | 15    | 17     | 3    | 1815 | $234 389   | 6877,95 | –296  |
| 6       | Buddy Baker       | 27      | 2       | 16    | 20     | 5    | 976  | $190 531   | 6327,6  | –846  |
| 7       | Bobby Allison     | 27      | 2       | 15    | 16     | 6    | 869  | $161 818   | 6272,3  | –902  |
| 8       | Walter Ballard    | 28      | 0       | 0     | 4      | 0    | 5    | $53 875    | 5955,7  | –1218 |
| 9       | Elmo Langley      | 27      | 0       | 0     | 4      | 0    | 0    | $49 542    | 5826,85 | –1347 |
| 10      | J.D. McDuffie     | 27      | 0       | 3     | 10     | 0    | 11   | $56 140    | 5743,9  | –1430 |
| 11      | Jabe Thomas       | 25      | 0       | 0     | 1      | 0    | 0    | $42 955    | 5637    | –1537 |
| 12      | Buddy Arrington   | 26      | 0       | 1     | 4      | 0    | 0    | $40 877    | 5483,9  | –1690 |
| 13      | David Pearson     | 18      | 11      | 14    | 14     | 8    | 2658 | $228 408   | 5382,8  | –1791 |
| 14      | Henley Gray       | 24      | 0       | 0     | 4      | 0    | 0    | $34 112    | 5215,5  | –1958 |
| 15      | Richard Childress | 25      | 0       | 1     | 2      | 0    | 1    | $37 880    | 5169,5  | –2004 |
| Källor: |                   |         |         |       |        |      |      |            |         |       |

- Notering: Endast dom femton främsta förarna redovisas.